# Гонсалес Альварес, Антонио
Антонио Гонсалес Альварес (исп. Antonio González Álvarez; род. 28 января 1940, Антекера, Андалусия), более известен как Чузо (исп. Chuzo) — испанский футболист, защитник.

## Карьера

### Клубная карьера
Во взрослом футболе дебютировал в 1957 году в клубе «Атлетико Мадрид» в возрасте 17 лет. В составе клуба он выходил в стартовом составе во всех матчах, кроме одного.
В сезоне 1961/62 команда победила в финале Кубка обладателей кубков УЕФА. В сезоне 1961/62 команда во второй раз завоевала Кубок Испании, где Гонсалес Альварес забил поразительные девять голов всего в 14 матчах.
В 1963 году перешёл в клуб «Депортиво Малага», где играл на протяжении восьми сезонов. В последние годы редко появлялся на поле. Завершил карьеру футболиста в 1971 году.

### Карьера в сборной
30 октября 1960 года сыграл свой первый и единственный матч в составе национальной сборной Испании в товарищеской игре против Австрии в Вене.

## Достижения
«Атлетико Мадрид»
- Обладатель Кубка обладателей кубков УЕФА: 1961/62
- Обладатель Кубка Испании: 1959/60, 1960/61